# گوکچه‌لی (قره‌تاش)
گوکچه‌لی (به ترکی استانبولی: Gökçeli) یک منطقهٔ مسکونی در ترکیه است که در قره‌تاش (شهر) واقع شده‌است.